# Welgesheim
Welgesheim là một đô thị ở huyện Mainz-Bingen, bang Rheinland-Pfalz, Đức.
Welgesheim nằm ở Rhenish Hesse giữa Mainz và Bad Kreuznach. Dân số cuối năm 2006 là 618 người.